# Nummii
La gens Nummia était une famille plébéienne de la Rome antique. Les membres de cette gens apparaissent presque exclusivement sous l'Empire. Au cours du IIIe siècle, ils obtinrent fréquemment les plus hautes fonctions de l'État romain.

## Praenomina
On ne peut pas dire grand-chose des praenomina des premiers Nummii, car presque tous les Nummii Albini, la seule famille importante, portaient le praenomen Marcus et se distinguaient les uns des autres par leurs divers autres noms. Le seul autre praenomen apparaissant parmi les Nummii dans l'histoire est Titus, bien que dans les inscriptions nous trouvions également Lucius, Gaius, Publius et Quintus.

## Branches et cognomina
La famille principale des Nummii portait le nom de famille Albinus, « blanchâtre », un nom ancien et honorable longtemps associé aux familles aristocratiques romaines. Les membres de cette famille portaient des noms de famille supplémentaires, tels que Senecio (« vieil homme »), Justus (« juste, droit »), Dexter (« juste, chanceux ») et Tuscus (« étrusque »). En plus de ceux-ci, l'un des premiers Nummii ajoute Gallus, un nom de famille qui peut être traduit par « coq », et peut-être Rusticus (« rural, rustique »).

## Membres

### Nummii Albini
Les Nummii Albini sont inscrits dans la tribu Galeria.
- (Nummius Albinus), (v.120 - ?)
  - (Marcus) Nummius Albinus, (v.145 - ?), demi-frère de Didius Julianus[4];
    - ? (Marcus Num)mius Marcellus;
    - Marcus Nummius Umbrius Primus Senecio Albinus, (v.170 - ap.206), consul en 206;
      - Nummia Varia, (v.195 - ap.242), prêtresse de Vénus en 242;
      - Marcus Nummius Senecio Albinus, (v.195 - ap.227), consul en 227;
        - (Marcus) Nummius Albinus, (v.215 - 273/5), consul II en 263, préfet de Rome en 256[5];
          - ? Marcus Umbrius Primus, (v.255 - ap.289), consul suffect en 289;
          - ? (Nummia Umbria Albina), (v.265 - ?), épouse de Caius Ceionius Rufius Volusianus;
            - ? Gaia Nummia Caeionia Umbria Rufia Albina, prêtresse à Bénévent;

        - ? (Marcus Nummius?) Attidius Praetextatus;
        - Marcus Nummius Attidius Senecio Tuscus, (v.225 - ap.258), consul en 258;
          - Marcus Nummius Archelaus Tuscus, (v.260 - ap.303), consul en 295, Préfet de Rome en 302[6];
            - ? Marcus Nummius Caeionius Annius Albinus, (v.285 - ap.v.320), fils adoptif du précédent?, préteur urbain vers 320;
              - ? Marcus Nummius Albinus Triturrius, (v.305 - ap.345), consul II en 345[7];
                - Nummius Secundus, (? - ap.345), noble romain;
                - ? (Nummius) Tuscus Albinus, (? - ap.v.355), noble romain.

,,,,,,,

### Autres
- Titus Rustius Nummius Gallus, consul suffect en 34[15],[1].
- Nummius Aemilianus Dexter, proconsul d'Asie entre 379 et 387 apr. J.-C., et préfet du prétoire d'Italie en 395[9],[16] [17]